# Bridgenorth
Bridgenorth är en ort i Australien. Den ligger i kommunen West Tamar och delstaten Tasmanien, i den sydöstra delen av landet, omkring 170 kilometer norr om delstatshuvudstaden Hobart. Antalet invånare är 498.
Runt Bridgenorth är det ganska tätbefolkat, med 58 invånare per kvadratkilometer.. Närmaste större samhälle är Launceston, omkring 16 kilometer sydost om Bridgenorth. 
I omgivningarna runt Bridgenorth växer i huvudsak städsegrön lövskog. Genomsnittlig årsnederbörd är 1 078 millimeter. Den regnigaste månaden är augusti, med i genomsnitt 150 mm nederbörd, och den torraste är januari, med 35 mm nederbörd.